# Белведере ди Спинело
Белведѐре ди Спинѐло (на италиански: Belvedere di Spinello, на местен диалект Bervidìri o Spiniaddru, Бервидири о Спиниадру) е село и община в Южна Италия, провинция Кротоне, регион Калабрия. Разположено е на 330 m надморска височина. Населението на общината е 2267 души (към 2012 г.).